# Vụ án bí ẩn ở Styles
Vụ án bí ẩn ở Styles (tiếng Anh: The Mysterious Affair at Styles) là tiểu thuyết hình sự đầu tay của nhà văn trinh thám Anh Agatha Christie. Cuốn sách được nữ nhà văn viết năm 1916 và được hãng John Lane xuất bản lần đầu tại Hoa Kỳ tháng 10 năm 1920. Tại Anh, tác phẩm được nhà xuất bản The Bodley Head (hãng con của John Lane) xuất bản lần đầu ngày 1 tháng 2 năm 1921. Tính cho đến năm 2008, đây là một trong 2 tiểu thuyết của Agatha Christie hết hạn bảo vệ bản quyền tại Hoa Kỳ (cùng với The Secret Adversary), tuy nhiên tại nhiều nước châu Âu thì tác phẩm này còn hạn bản quyền đến năm 2047.
Trong tiểu thuyết trinh thám đầu tiên này, Agatha Christie đã giới thiệu với độc giả nhiều điểm đặc sắc trong phong cách viết của bà, đó là cách xây dựng tuyến nhân vật phong phú, đa dạng, các vụ án được mô tả theo kiểu "phòng kín" và bất ngờ liên tục xảy ra từ trang đầu tới trang cuối. Đây cũng là tác phẩm cho ra mắt nhân vật thám tử Hercule Poirot, một trong hai nhân vật thám tử nổi tiếng nhất của Christie (cùng với Bà Marple). Tiểu thuyết cũng có sự xuất hiện của hai nhân vật quen thuộc sau này trong truyện của Agatha Christie, đó là Chánh thanh tra Japp và ngài đại úy Arthur Hastings. Vụ án bí ẩn ở Styles sau khi ra mắt đã nhanh chóng được công chúng đón nhận và nó báo hiệu cho những thành công tiếp theo trong thể loại truyện trinh thám của Agatha Christie.

## Nhân vật
Nạn nhân
- Bà Emily Inglethorp, một góa phụ giàu có, người sở hữu điền trang rộng lớn ở Styles, nơi bà sống cùng gia đình hai con trai riêng của chồng cũ cùng người chồng bà mới cưới là ông Alfred Inglethorp.

Nghi phạm
- Alfred Inglethorp, chồng mới cưới của bà Emily Inglethorp. Ông Inglethorp là một người kín đáo, có cuộc sống đơn điệu và gây ác cảm với mọi người trong nhà vì họ cho rằng ông cưới bà Emily chỉ vì tài sản thừa kế khổng lồ của bà.
- John Cavendish, con trai cả của chồng cũ bà Inglethorp, một luật sư giải nghệ về sống dựa vào mẹ kế.
- Mary Cavendish, vợ của John Cavendish. Mary là một phụ nữ đảm đang nhưng có cá tính rất mạnh.
- Lawrence Cavendish, em trai của John Cavendish. Lawrence từng học nghề bác sĩ nhưng cũng như anh trai đã bỏ nghề để về sống ở Styles. Khác với anh trai, Lawrence là một người cư xử vụng về và nông nổi.
- Evelyn Howard, bạn thân của bà Inglethorp, một phụ nữ thông minh và gây nhiều thiện cảm với người đối thoại.
- Cynthia Murdoch, một thiếu nữ xinh đẹp mồ côi, được bà Emily Inglethorp đưa về cưu mang tại Styles. Cynthia làm việc cho một phòng thuốc tại bệnh viện gần với điền trang.
- Bác sĩ Bauerstein, bạn của Mary Cavendish và đại gia đình ở Styles. Bauerstein là một bác sĩ chuyên về chất độc ở Luân Đôn nhưng chuyển về sống gần Styles, ông có dáng vẻ khả nghi vì thường lang thang cả ngày ở nhiều nơi tại vùng đồng quê.

Nhóm điều tra
- Đại úy Arthur Hastings, người đang trong thời gian nghỉ dưỡng tại Styles theo lời mời của người bạn John Cavendish, trước đó Hastings đã tham chiến tại châu Âu. Toàn bộ vụ án được kể thông qua góc nhìn của đại úy.
- Hercule Poirot, thám tử người Bỉ đang lưu vong tránh chiến tranh tại Anh. Poirot là bạn cũ của Hastings và cũng được nhiều thanh tra của Scotland Yard (Sở Cảnh sát Luân-đôn) biết tiếng vì khả năng khám phá vụ án rất tài tình.
- Chánh thanh tra Japp, thanh tra của Scotland Yard, người chịu trách nhiệm điều tra vụ giết hại bà Emily Inglethorp.

## Nội dung
Sau thời gian tham gia Chiến tranh thế giới thứ nhất, đại úy Hastings quay trở về Anh dưỡng bệnh. Ông được người bạn cũ, cựu luật sư John Cavendish mời về điền trang của gia đình ở Styles, Essex để nghỉ ngơi. Tại đây Hastings đã làm quen với đại gia đình của nữ chủ nhân Emily Inglethorp, một gia đình có nhiều người đáng mến nhưng cũng nhuốm điều gì đó kỳ lạ.
Sau vài ngày ở Styles, Hastings bất ngờ được chứng kiến một vụ án bí ẩn. Trong một đêm đẹp trời, bà Emily Inglethorp đột nhiên qua đời với những dấu hiệu của một người bị đầu độc strychnine. Tình cờ là trong khoảng thời gian đó thám tử Hercule Poirot, một thám tử lừng danh người Bỉ và là bạn cũ của đại úy Hastings, cũng đang sống lưu vong ở gần Styles. Poirot lập tức được John Cavendish mời về điều tra vụ án theo lời khuyên của Hastings. Ban đầu mọi nghi ngờ đều đổ dồn vào ông Alfred Inglethorp nhưng duy nhất chỉ có thanh tra Poirot tìm mọi cách bảo vệ cho ông khỏi bị bắt và đưa ra tòa. Một nghi phạm khác của vụ án, bác sĩ chuyên ngành độc dược Bauerstein hóa ra lại là một gián điệp người Đức trà trộn ở vùng đồng quê Anh. Cuối cùng sau thời gian liên tục khám xét tòa nhà và tìm kiếm bằng chứng, Sở Cảnh sát Anh Scotland Yard, đứng đầu là Chánh thanh tra Japp, đã bắt giam John Cavendish vì ông cựu luật sư gây ra nhiều sự nghi ngờ nhất. Tuy nhiên tại tòa, luật sư của John đã nhanh chóng bác bỏ được mọi lập luận của bên công tố vì không có bằng chứng trực tiếp nào chứng minh được John đã giết mẹ của ông.
Vụ án kết thúc một cách bất ngờ khi Poirot chỉ ra rằng chính ông Inglethorp đã cùng với cô Evelyn Howard, bạn thân của bà Emily, giết vợ mình với mưu đồ chiếm đoạt tài sản thừa kế. Cô Evelyn Howard trước đó luôn tỏ ra khinh ghét ông Inglethorp với lý lẽ để bảo vệ bà Emily, nhưng thực chất chỉ là để che mắt mọi người về quan hệ họ hàng của cô với ông Alfred. Còn ông Inglethorp đã tìm mọi cách để bị bắt và kết án ngay từ đầu chẳng qua vì ông ta tin rằng mình không thể bị kết tội lần đầu tiên do thiếu bằng chứng, và như thế sẽ không thể bị kết án lại theo luật Bất hồi tố của Anh. Viên thám tử thông minh cũng giải thích lý do ông để cho John Cavendish bị bắt và đưa ra tòa mặc dù ông có bằng chứng chứng minh sự vô tội của John, đó là vì ông muốn dùng hoàn cảnh đó để hàn gắn mối quan hệ rạn nứt giữa John và Mary Cavendish. Vụ án kết thúc với việc Cynthia, cô gái mồ côi, và Lawrence Cavendish trở thành một cặp tình nhân.

## Chuyển thể
Năm 1990 đài truyền hình ITV đã chuyển thể Vụ án bí ẩn ở Styles thành tập phim truyền hình cùng tên để phát sóng tại Anh trong loạt phim truyền hình Agatha Christie's Poirot, đây là tập phim đặc biệt để kỷ niệm 100 năm ngày sinh nữ nhà văn.